# Velké Meziříčí
Velké Meziříčí (německy Groß Meseritsch) je město s rozšířenou působností na západě Moravy ve východní části Kraje Vysočina v okrese Žďár nad Sázavou, ležící 32 km východně od Jihlavy a 46 km západně od Brna na soutoku řek Oslavy a Balinky. Ze soutoku obou řek také pochází dnešní název Velké Meziříčí. Nářečně bývá město označováno jako Medřič, hovorově pak především mezi mladší generací Mez nebo VelMez. Žije zde přibližně 12 tisíc obyvatel. Ve znaku má červený štít se sedmi stříbrnými pery zasazenými ve zlatém perisoniu.
Město leží v těsné blízkosti dálnice D1, která město překlenuje mostem Vysočina na svém 144. kilometru. Asi 4 km od Velkého Meziříčí leží vodní nádrž Mostiště, které zásobuje pitnou vodou celou širší oblast kolem města. V okolí města lze nalézt mnoho přírodních scenérií, například Balinské údolí a údolí Nesměř. Město v roce 2008 oslavilo 600. výročí od udělení plných městských práv od Lacka z Kravař.
Sousedními obcemi sídla jsou Martinice, Uhřínov, Bory, Petráveč, Radostín nad Oslavou, Stránecká Zhoř, Vídeň, Baliny, Březejc, Jabloňov, Oslavice, Osové, Netín, Lavičky, Sviny a Kozlov.

## Pověsti ovzniku

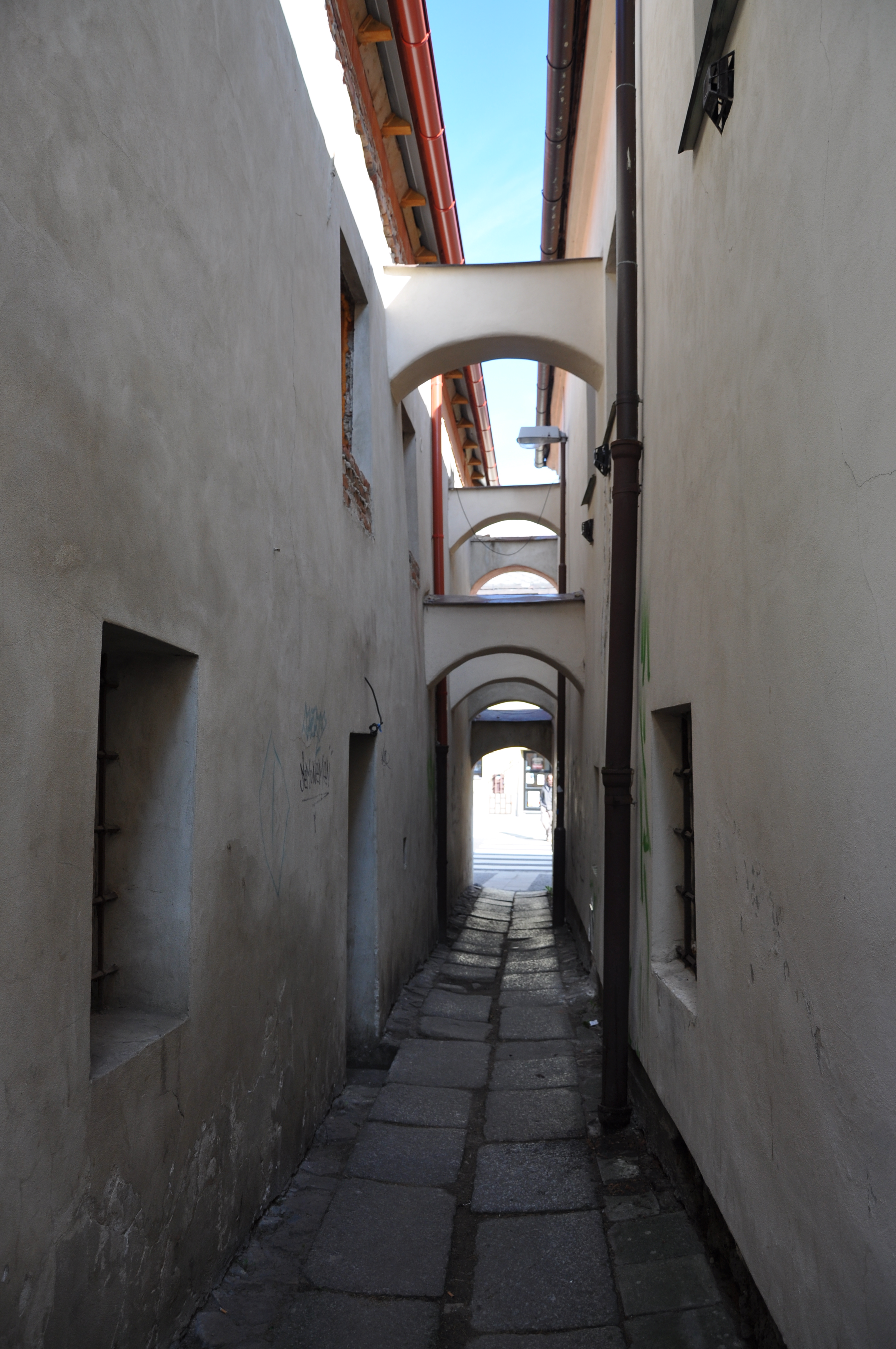
Židovská čtvrť, prampouchy

O bájném vzniku města hovoří humanisté. Podle nedochovaného spisu J. A. Komenského nazvaného De antiquis Moraviae regibus měl hrad stojící na území nynějšího města patřit mezi nejstarší na moravském území. Další pověsti vznikly kolem roku 1500 za působení faráře Jána Turza z Betlanovců. Založení hradu bylo kladeno do doby před naším letopočtem, což nelze doložit ani archeologickými prameny. Báje na místo dnešního zámku lokalizují hrad Marburg (jinak Marobudum), který měl být vystavěn králem Markomanů a v polovině 5. století vypálen hunským králem Attilou. Tento hrad měl v roce 638 obnovit Sámo pod názvem Samohrad a pro své manželky. Na hradě měl zemřít moravský král Hormidor, pohřbený pak v Brně na Špilberku. Hormidor však pravděpodobně nikdy neexistoval a byl vytvořen barokními kronikáři v čele s Tomášem Pešinou, kteří se pokoušeli po vzoru českého dynastického mýtu vytvořit také na Moravě legendární panovníky, kteří by spojovali Sáma a historicky doložené Mojmírovce.
Podle privilegia Ferdinanda I. z roku 1548 mělo město být vystavěno v roce 1009. Na toto datum se odvolával tehdejší majitel panství Jan z Pernštejna. Další domnělá zmínka o Mezirici uvádí k roku 1197 darování panství klášteru třebíčských benediktinů. Tato listina byla zfalšována Antonínem Bočkem, jak dokázal archivář Jindřich Šebánek.

## Historie
První věrohodná písemná zmínka o městě je z roku 1281, kdy se uvádí Znata z Meziříčí. Dokument z roku 1236 zmiňující Budislava z Meziříčí je prokazatelně falzem, vznikla ale v letech 1267–1275. Do roku 1330 držel hrad Jan z Meziříčí, jímž začíná souvislá posloupnost majitelů hradu. Roku 1377 se meziříčské panství skládalo z hradu, městečka Meziříčí a čtrnácti vsí: Čikov, Březka, Rohy, Olší, Lhota (později zanikla), Jestřabí, Zhořec, Lavičky, Hrbov, Radslavičky, Bochovičky (později zanikly), Pohořílky, Budeč a Veselí. Městská práva získalo Velké Meziříčí v roce 1408, kdy panství držel a hrad přebudoval Lacek z Kravař. Kolem roku 1424 se město stalo významným opěrným bodem husitů na Moravě a v letech 1434–1515 město patřilo Pánům z Lomnice. Městská privilegia roku 1548 obnovil král Ferdinand I. Habsburský a od roku 1594 držel Velké Meziříčí zemský hejtman Ladislav Berka z Dubé.
Za třicetileté války bylo město osmkrát vypleněno. Roku 1723 město a zámek zachvátil velký požár a od příštího rok držela město Marie Eleonora z Lichtenštejna, rozená hraběnka z Öttingen-Spielbergu. Nejpozději od 17. století byla ve městě přítomna židovská komunita; k roku 1819 tvořili židé čtvrtinu z celkových 3 400 obyvatel. V roce 1886 město získalo vlakové spojení postavením trati ze Studence, její prodloužení do Křižanova, otevřené ke konci roku 1953, si vyžádalo částečné přeložení trati na území města, včetně stavby nového nádraží. V roce 1945 se odehrál tzv. Velkomeziříčský masakr a v roce 1968 do města dorazila sovětská okupační vojska (středa 21. srpna 1968).
V letech 2006–2010 působil jako starosta František Bradáč, od roku 2010 tuto funkci zastával Radovan Necid. Členové městské rady byli oznámeni již po podpisu koaliční smlouvy, tuto podepsali čtyři sdružení a strany: ODS, ČSSD, Volba pro město a Nezávislí. Radovan Necid funkci starosty ve volbách v roce 2014 obhájil. Členové městské rady byli oznámeni již po podpisu koaliční smlouvy, tuto podepsalo šest sdružení a stran: ANO 2011, ČSSD, KDU-ČSL, KSČM, To pravé Meziříčí a Volba pro město. Na jednání zastupitelstva 27. září 2017 bylo odvoláno pět ze sedmi členů rady a starosta Necid následně rezignoval na funkci.
V roce 2018 byly prováděny sondáže na obloukovém silničním mostě přes řeku Balinku, který byl určen k demolici, ten se při provádění sondáží zřítil. Nový most byl otevřen na konci listopadu téhož roku, celková cena dosáhla 17,6 milionu Kč. Původní most měl zůstat dle památkářů stát, pocházel z roku 1924, nicméně se zřítil.

## Kultura

### Kino
Na Náměstí ve Velkém Meziříčí se nachází kino Jupiter Club.

### Sport
Ve městě se nachází zimní stadion na Vrchovecké ulici, na kterém má základnu hokejový klub HHK Velké Meziříčí. Ve městě je také možnost využít fotbalové hřiště na Karlově, poblíž obchodního domu Kaufland nebo sportovní areál poblíž dvou základních škol na jihozápadním okraji města. Areál byl otevřen v roce 2006, a kromě sportovců ho využívají i žáci obou základních škol. Ve městě také je sjezdovka na Fajtově kopci, která se nachází na severu města, poblíž dálnice D1. Pokud není sníh, využívá se pod kopcem lezecká stěna.

### Hudba
Každoročně se ve městě koná několik hudebních akcí:
- 4 klíče k Velkomeziříčské bráně: několik kapel z okolních obcí soutěží o trofej[16]
- Muzikanti dětem: akce zaměřená pomocí zdravotně, pohybově nebo jinak tělesně či mentálně postiženým dětem[17]
- Velkomeziříčské kulturní léto[18]
- Fajtfest: letní hudební festival, který se koná na Fajtově kopci[19]
- Bezproudoff: akustický hudební festival http://www.bezproudoff.cz

### Média
Pro rozhlasové posluchače lze ve městě naladit několik regionálních stanic, např. Hitrádio Vysočina či Rádio Krokodýl. Ve městě vychází regionální měsíčníky Velkomeziříčsko nebo Medřičské listy. Aktuální dění ve městě přináší online zpravodajský portál NovinyVM.cz

### Restaurace
Díky dálnici D1 se zde nachází restaurace nadnárodního řetězce McDonald's, otevřená v roce 1993 na odpočívadle za exitem 146 ve směru na Prahu s první drive-thru v Česku. Z centra města je přístupná po mostě na Fajtův kopec. 

## Obyvatelstvo
| Rok            | 1869  | 1880  | 1890  | 1900  | 1910  | 1921  | 1930  | 1950  | 1961  | 1970  | 1980   | 1991   | 2001   | 2012   |
| -------------- | ----- | ----- | ----- | ----- | ----- | ----- | ----- | ----- | ----- | ----- | ------ | ------ | ------ | ------ |
| Počet obyvatel | 6 792 | 7 221 | 7 021 | 6 877 | 6 959 | 7 335 | 7 170 | 7 676 | 8 424 | 9 091 | 10 505 | 11 518 | 11 811 | 11 750 |

Věková struktura obyvatel obce Velké Meziříčí roku 2011
Rodinný stav obyvatel obce Velké Meziříčí roku 2011
Vzdělání obyvatel obce Velké Meziříčí roku 2011

## Školy ve městě
V roce 2014 došlo ke sloučení dvou škol s podobným zaměřením ve Velkém Meziříčí, a to ke sloučení Hotelové školy a Obchodní akademie Světlá a Střední školy řemesel a služeb Velké Meziříčí. Nově sloučené školy používají název Hotelová škola Světlá a Střední odborná škola řemesel Velké Meziříčí.
- 1. ZŠ Sokolovská Velké Meziříčí
- 2. ZŠ Oslavická Velké Meziříčí
- 3. ZŠ Školní Velké Meziříčí
- ZŠ a PŠ Poštovní Velké Meziříčí
- Mateřská škola Čechova Velké Meziříčí
- Mateřská škola Sokolovská Velké Meziříčí
- Mateřská škola Sportovní Velké Meziříčí
- Mateřská škola Oslavická Velké Meziříčí
- Mateřská škola Mírová Velké Meziříčí
- Mateřská škola Nad Plovárnou Velké Meziříčí
- Gymnázium Velké Meziříčí
- Gastro-technická střední škola Velké Meziříčí

## Sport
Volejbalový klub TJ Spartak Velké Meziříčí patří ve Velkém Meziříčí již k tradicím a je to jeden z nejlepších mládežnických klubů v Česku. Junioři i kadeti z klubu hrají nejvyšší českou soutěž (extraligu) již od roku 2000.[zdroj?] Jednou z největších osobností českého i evropského volejbalu je libero Martin Kryštof, který pochází právě z Velkého Meziříčí.

## Pamětihodnosti

### Ve Velkém Meziříčí
- Zámek Velké Meziříčí

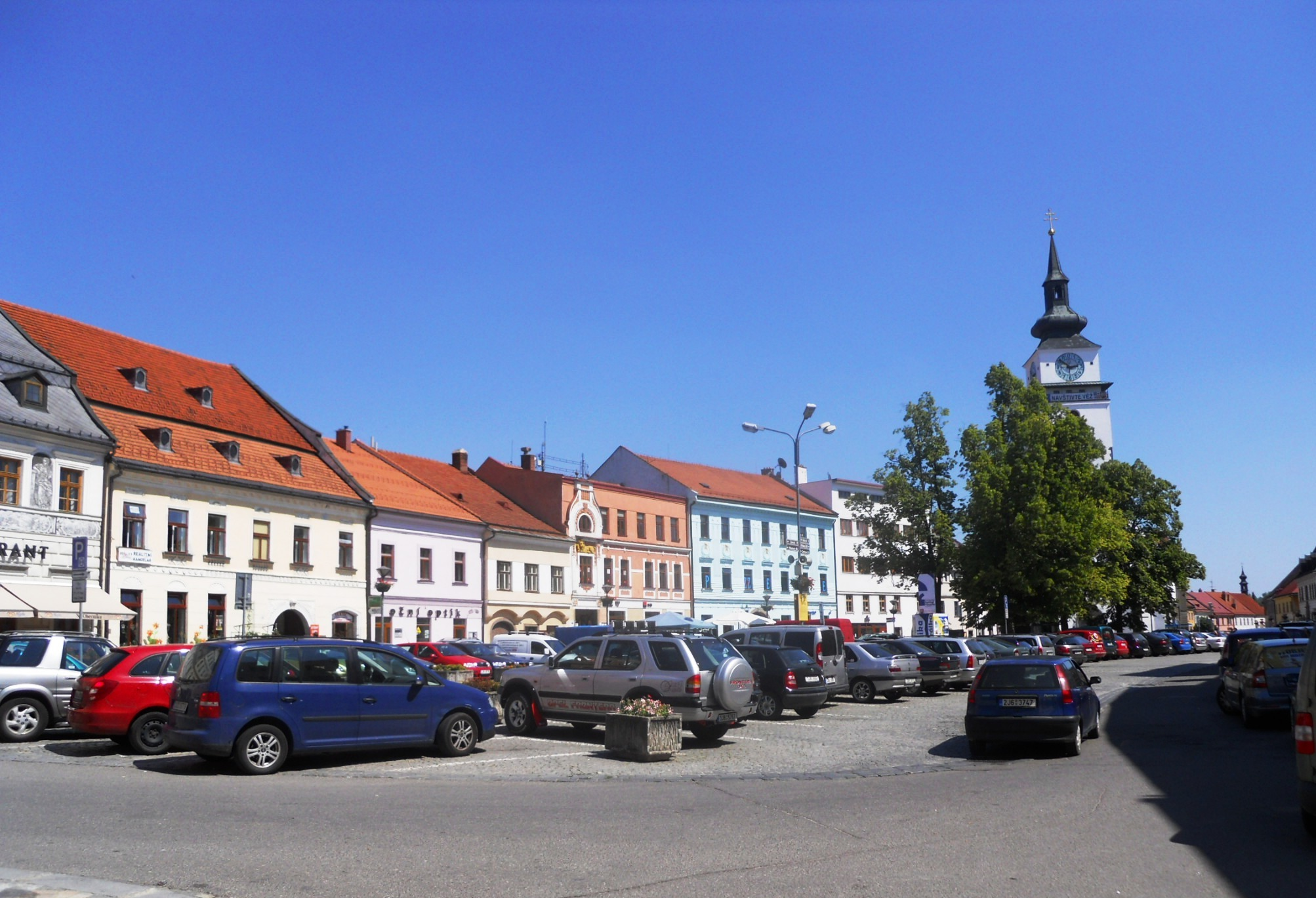
Náměstí od radnice

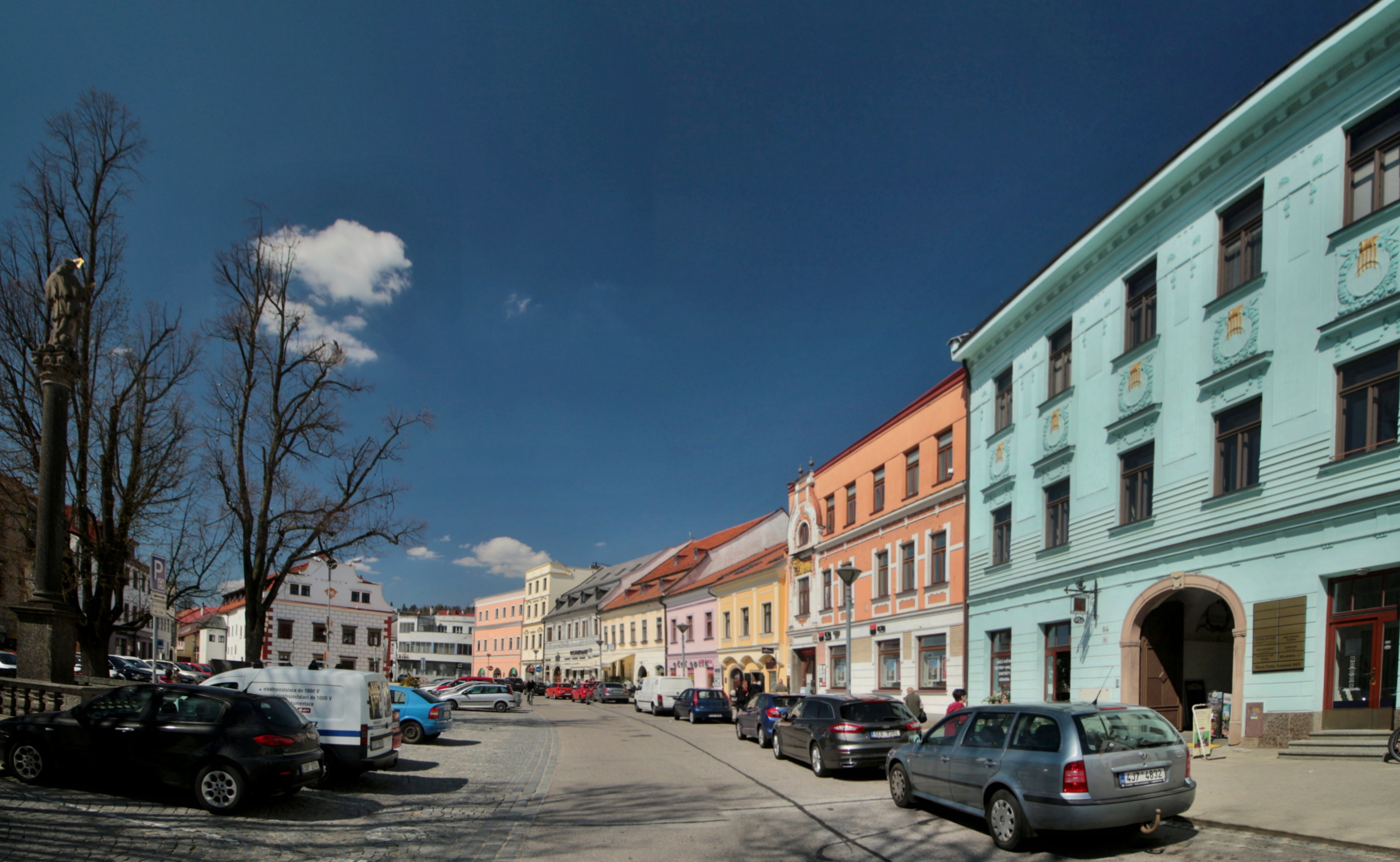
Náměstí k radnici

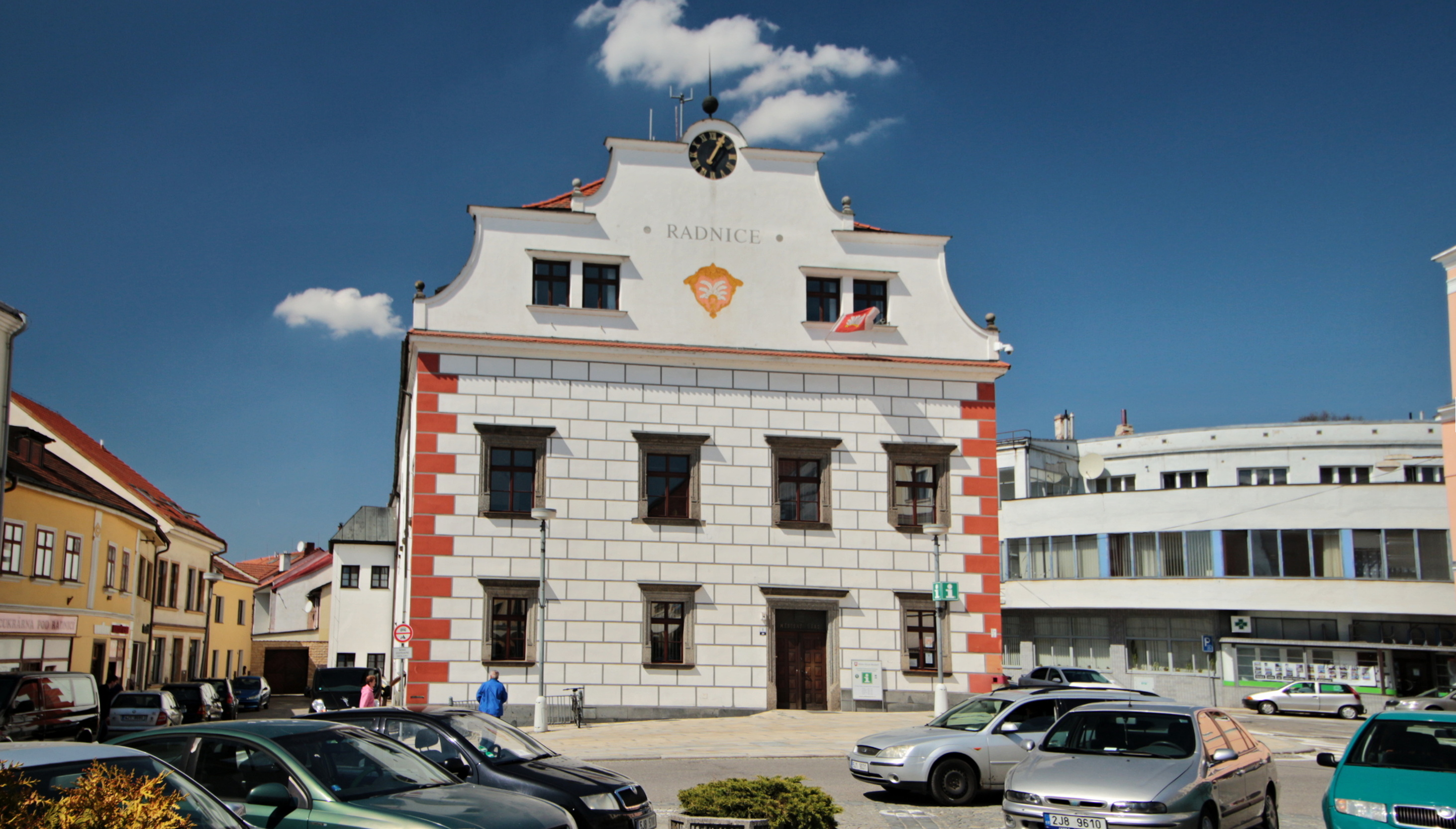
Radnice

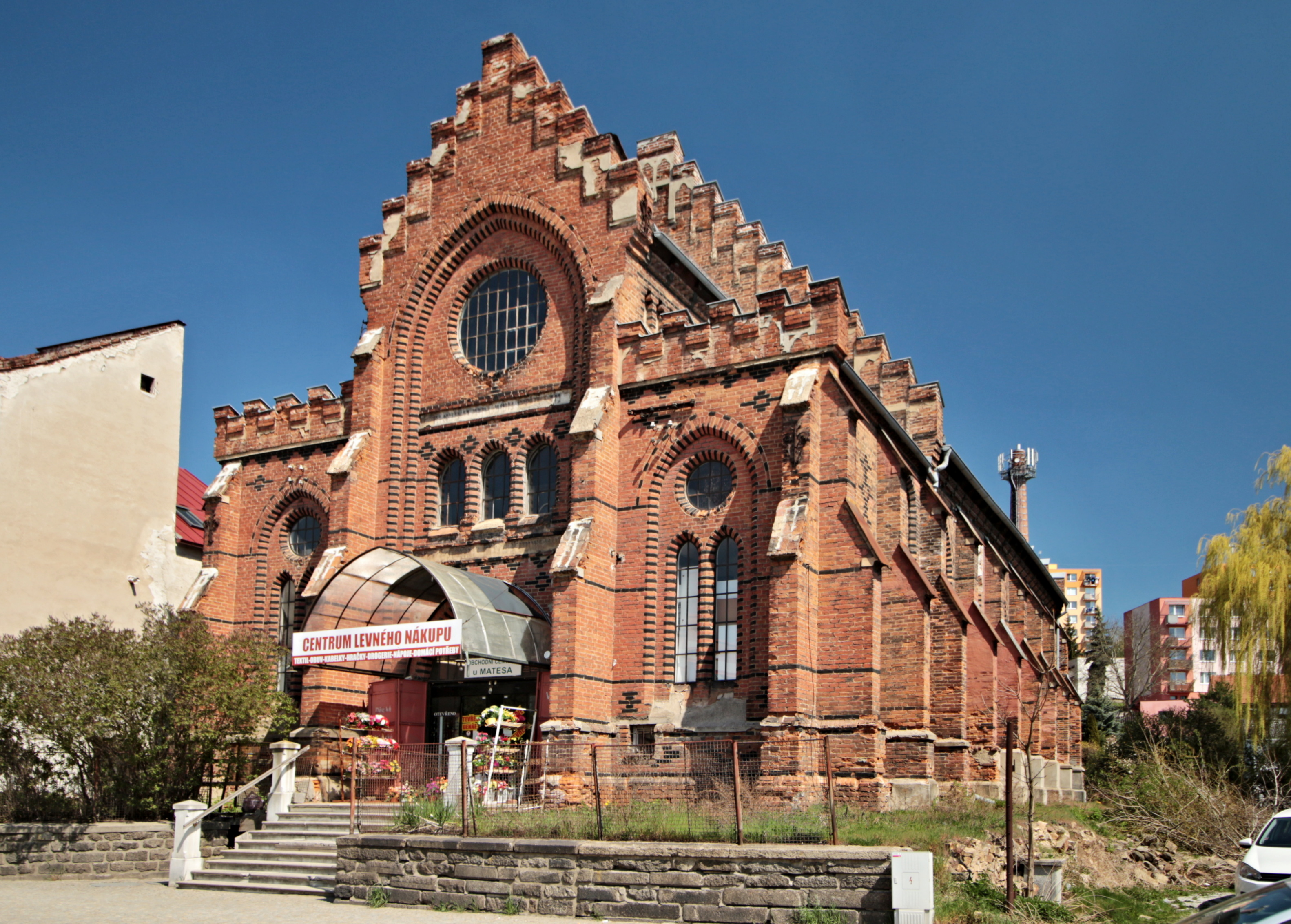
Nová synagoga

- Kostel svatého Mikuláše na náměstí
- Luteránské gymnázium
- Hřbitovní kostel Nejsvětější Trojice
- Špitálský kostel sv. Kříže
- Městské opevnění – Dolní brána, bašta, hradby
- Kašna se sochou svatého Floriána na náměstí
- Radnice
- Nová synagoga a Stará synagoga
- Židovský hřbitov
- Špitál
- Vinný šenk pod hradbami
- Obecník na náměstí
- Husův dům
- Katovna
- Památník obětem velkomeziříčské tragédie
- Bývalá katovna
- Dálniční most Vysočina
- Bývalá panská sýpka
- Hornoměstská rychta

#### Muzea a galerie
- Muzeum Velké Meziříčí
- Galerie Synagoga

## Významné firmy ve městě
- Alpa, a.s. – hlavní výrobní závod
- Vezeko, s.r.o.- hlavní výrobní závod
- Poex Velké Meziříčí, a.s. – hlavní výrobní závod
- Lacrum Velké Meziříčí, s.r.o. – hlavní výrobní závod
- Lisovna plastů Velké Meziříčí, s.r.o. – hlavní výrobní závod
- Sanborn a.s - hlavní výrobní závod
- Draka kabely

## Části města
- Velké Meziříčí
- Dolní Radslavice
- Hrbov
- Kúsky
- Lhotky
- Mostiště
- Olší nad Oslavou
- Svařenov

Od 1. července 1980 do 31. prosince 1991 k městu patřily i Baliny, Březejc, Petráveč a Uhřínov.

## Doprava
Katastrem města prochází dálnice D1 s exitem 146 (Velké Meziříčí-východ). Územím prochází krátký úsek silnice II/354 z Ostrova nad Oslavou na silnici II/602; silnice II/360 v úseku Křižanov – Velké Meziříčí – Třebíč; silnice II/392 v úseku Velké Meziříčí – Tasov a silnice II/602 v úseku Velká Bíteš – Velké Meziříčí – Měřín. Silnice III. třídy na území města jsou:
- III/0025 ze silnice II/602 na Svařenov
- III/0027 ze silnice II/602 na Hrbov – Svařenov – Frankův Zhořec
- III/03719 ze silnice II/602 – D1 – Dolní Radslavice – Březejc
- III/03720 Dolní Radslavice – Lhotky
- III/03721 ze silnice III/03720 na Kúsky
- III/3494 Velké Meziříčí – Uhřínov
- III/35433 Netín – Olší nad Oslavou – Mostiště
- III/35437 ze silnice III/35433 k Nemocnici svaté Zdislavy
- III/36048 Martinice – Mostiště
- III/36049 ze silnice II/390 – Mostiště – Vídeň

### Městská hromadná doprava
Městskou hromadnou dopravu ve Velkém Meziříčí provozuje společnost ZDAR, a. s. MHD byla zavedena 21. září 2001. Od jízdního řádu 2004/2005 byly zrušeny večerní spoje. Tvoří ji tři linky 1, 2, 3. Linka 1 je pro obyvatele Velkého Meziříčí, kteří jsou zaměstnáni ve firmách Motorpal a Výtahy. Linka 2 je páteřní linkou. Dvěma spoji spojuje město se sousední obcí Oslavice. Linka 3 spojuje Dolní Radslavice s Velkým Meziříčím.

### Železniční doprava
Městem prochází železnice, ve městě se nachází železniční stanice. Ta v roce 2019 má být rekonstruována s nákladem 43,9 milionu Kč.

## Osobnosti
- Cvi Aškenazi (1656–1718), židovský učenec a rabín, vrchní rabín Amsterodamu, Londýna a Hamburku[26]
- Bedřich Bezděk (1876–1943), politik, poslanec, knihtiskař
- Vladimír Binar (1941–2016), básník, spisovatel, překladatel
- Jaroslava Blažková (1933–2017), spisovatelka, publicistka
- František Bradáč (* 1956), politik a starosta Velkého Meziříčí
- Josef Bradáč (1920–1986), kněz, teolog, vědec
- Jan Čermák (1870–1959), pilot
- Vladimír Doležal (1918–2000), fotbalista
- Ladislav Dvořák (1920–1983), básník, spisovatel
- František Maria Harrach (1870–1937), šlechtic
- Adam Huber z Riesenpachu (1545–1613), lékař, překladatel, spisovatel, pranostik
- Cyril Charvát (1906–1974), politik, poslanec, politický vězeň
- Jiří Jaroš (1896–1943), československý legionář, důstojník a odbojář z období druhé světové války popravený nacisty
- Antonín Kallab (1812–1893), podnikatel a vlastenec, v letech 1850–1870 velkomeziříčský starosta
- Valerian Kallab (1840–1902), syn Antonína Kallaba, právník, poslanec Moravského zemského sněmu
- Miroslav Krčmář (1910–1992), právník
- Josef Krčál (1913–1992), římskokatolický duchovní, doktor teologie
- Petr Krčál (* 1964), politik
- Titus Krška (1842–1900), zakladatel prvního českého dobrovolného sboru hasičů
- Vladimír Kučka (1897–1941), legionář
- Jiří Marek (1914–1993), sochař
- Pavel Nováček (* 1961), pedagog a ekolog
- Arnold Pick (1851–1924), psycholog, neurolog
- Milan Pol (* 1961), pedagog, profesor FF MU
- Ivan Poledňák (1931–2009), muzeolog, publicista, vědec
- Bohumil Malina Ptáček (1906–1977), básník, překladatel, spisovatel, dramatik
- Rudolf Skopec (1913–1975), historik fotografie
- František Skřivan (1807–1895), městský lékař, organizátor obrozeneckých aktivit, filantrop
- Rostislav Slavotínek (* 1944), politik, senátor
- Františka Stránecká (1839–1888), spisovatelka
- Petr Uhlíř (* 1962), básník, překladatel, spisovatel, fotograf
- Růžena Vacková (1901–1982), profesorka UK, politická vězeňkyně
- Sigismund Vašátko (1831–1886), advokát a sběratel lidových písní
- Jicchak Hirš Weiss (1815–1905), talmudista a literární historik
- František Záviška (1879–1945), teoretický fyzik

## Fotogalerie

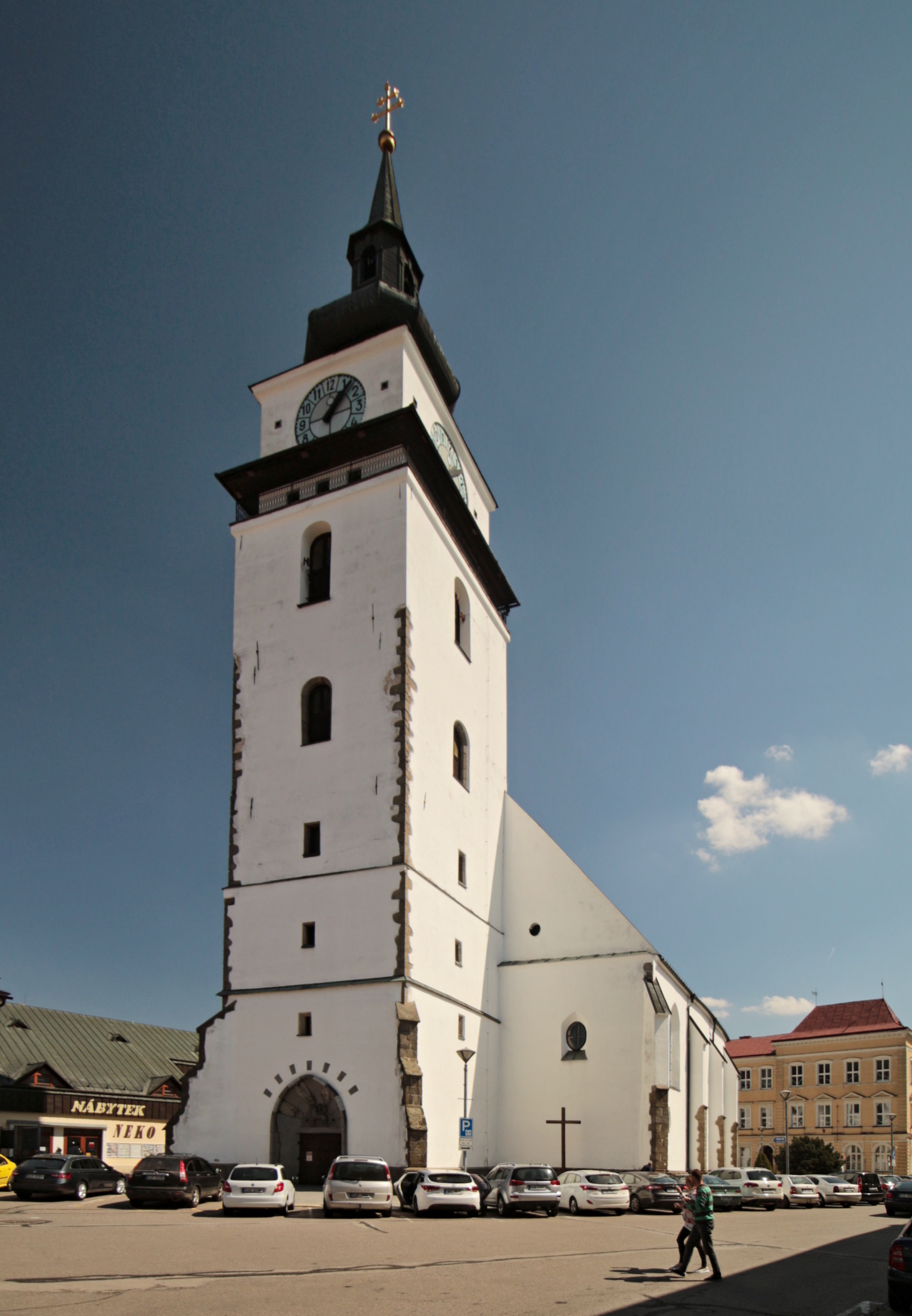
Kostel sv. Mikuláše
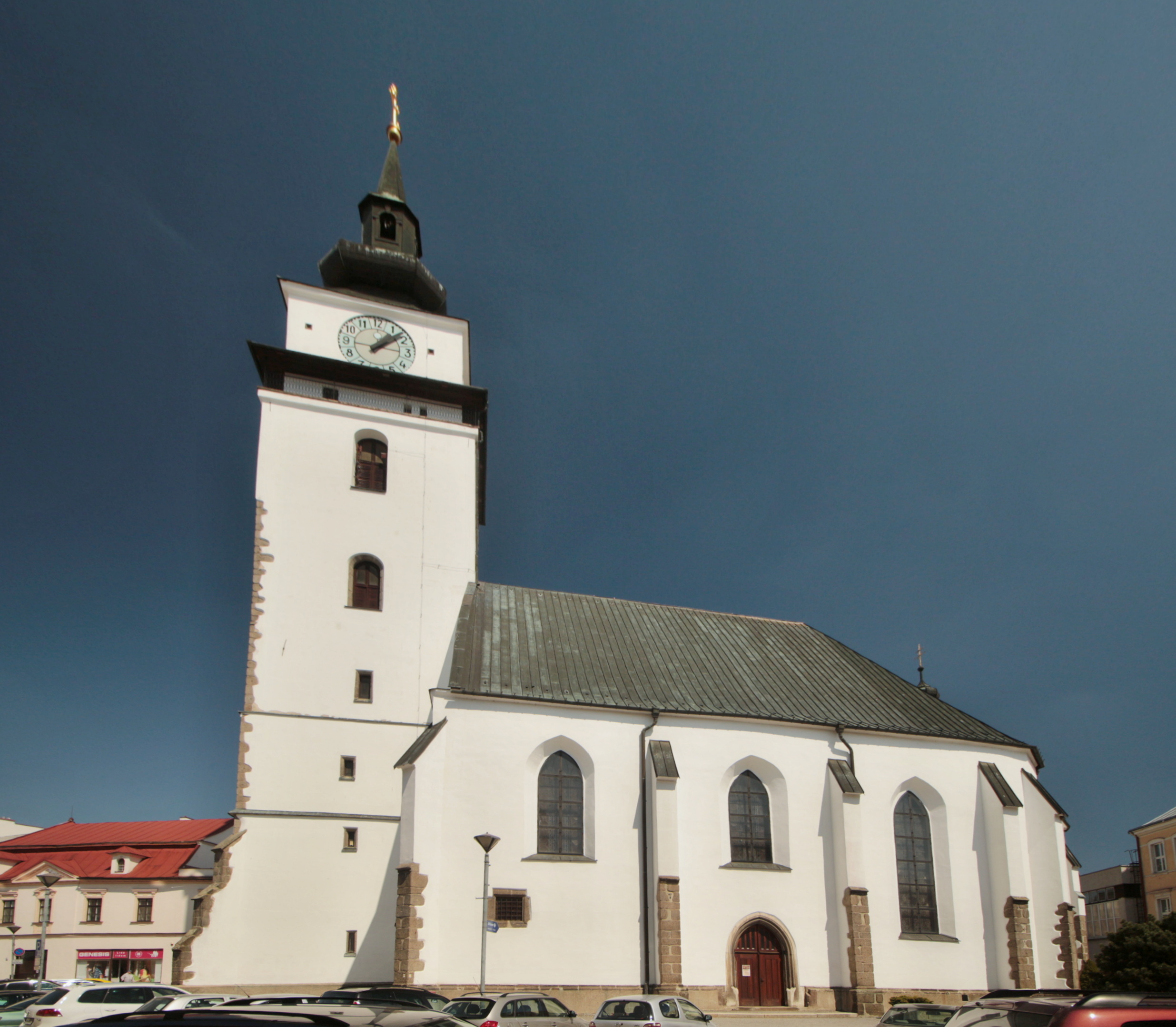
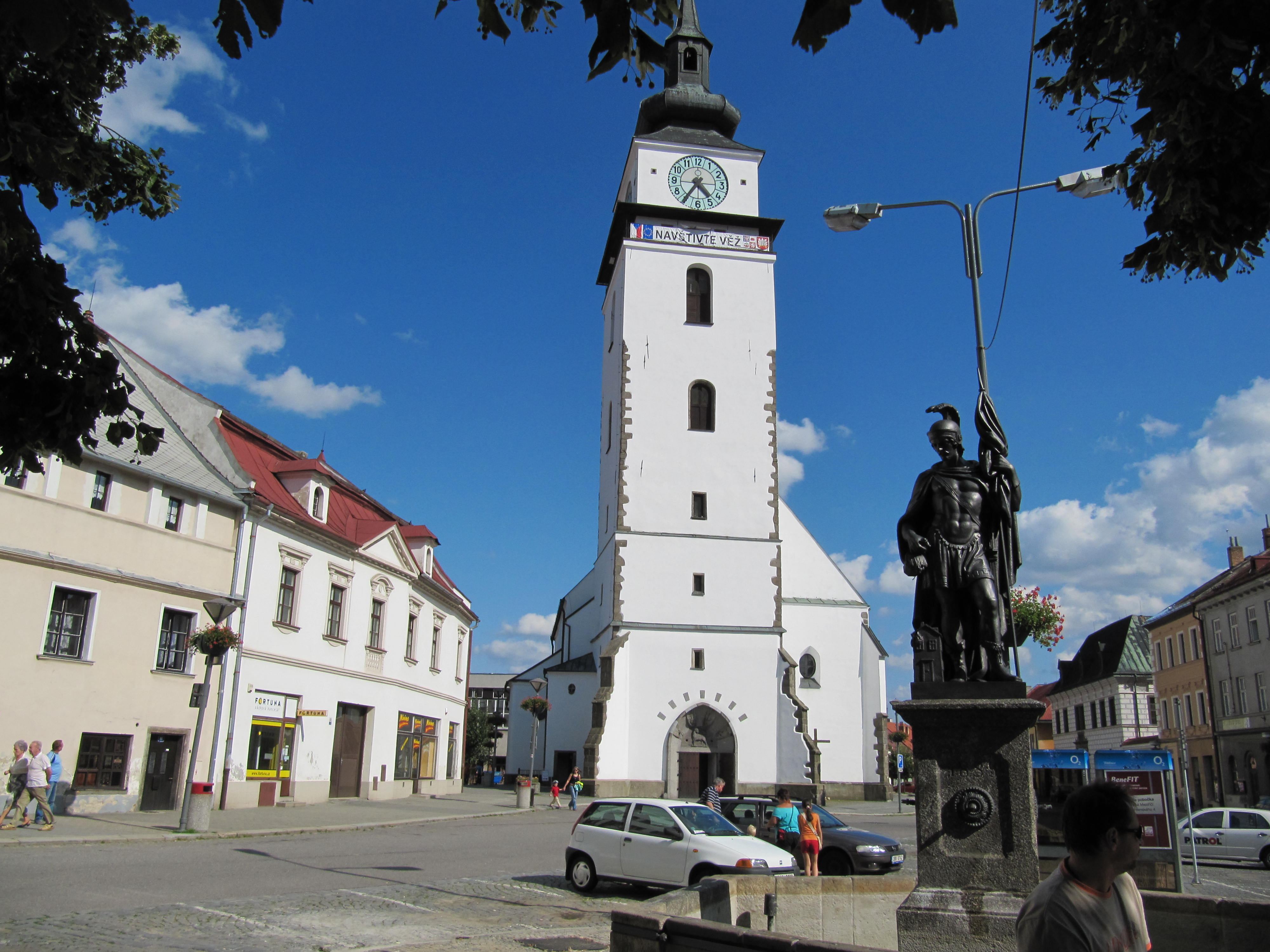
Velké Meziříčí-náměstí
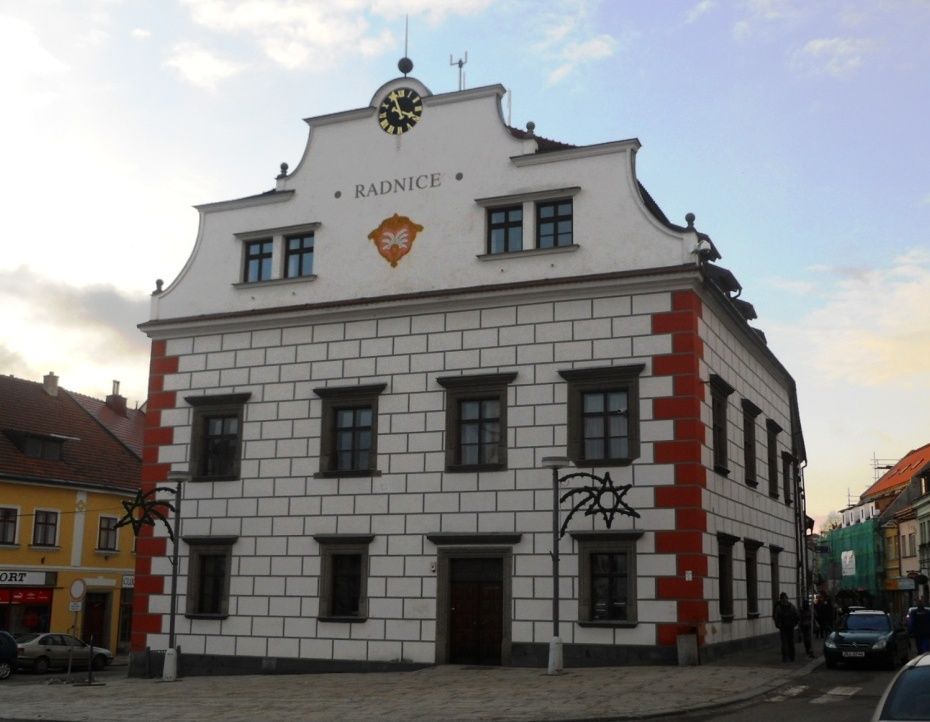
Renesanční radnice
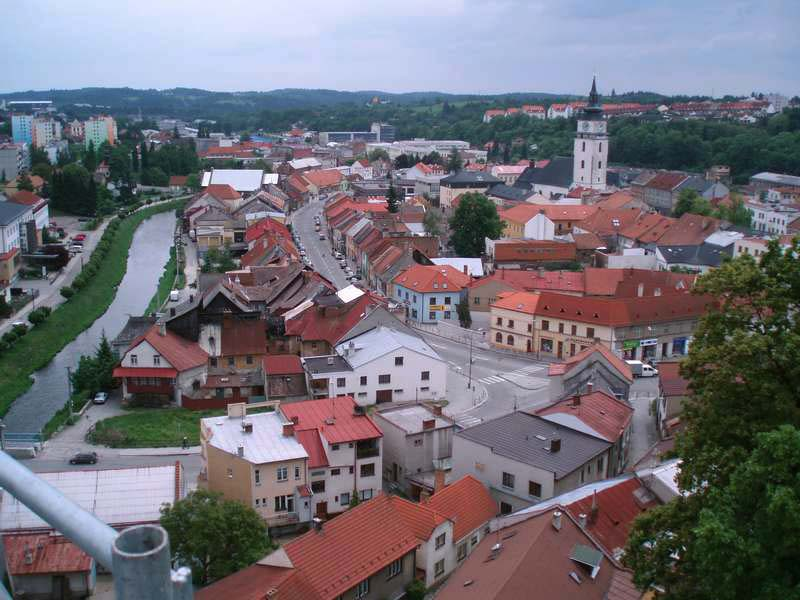
Celkový pohled na město
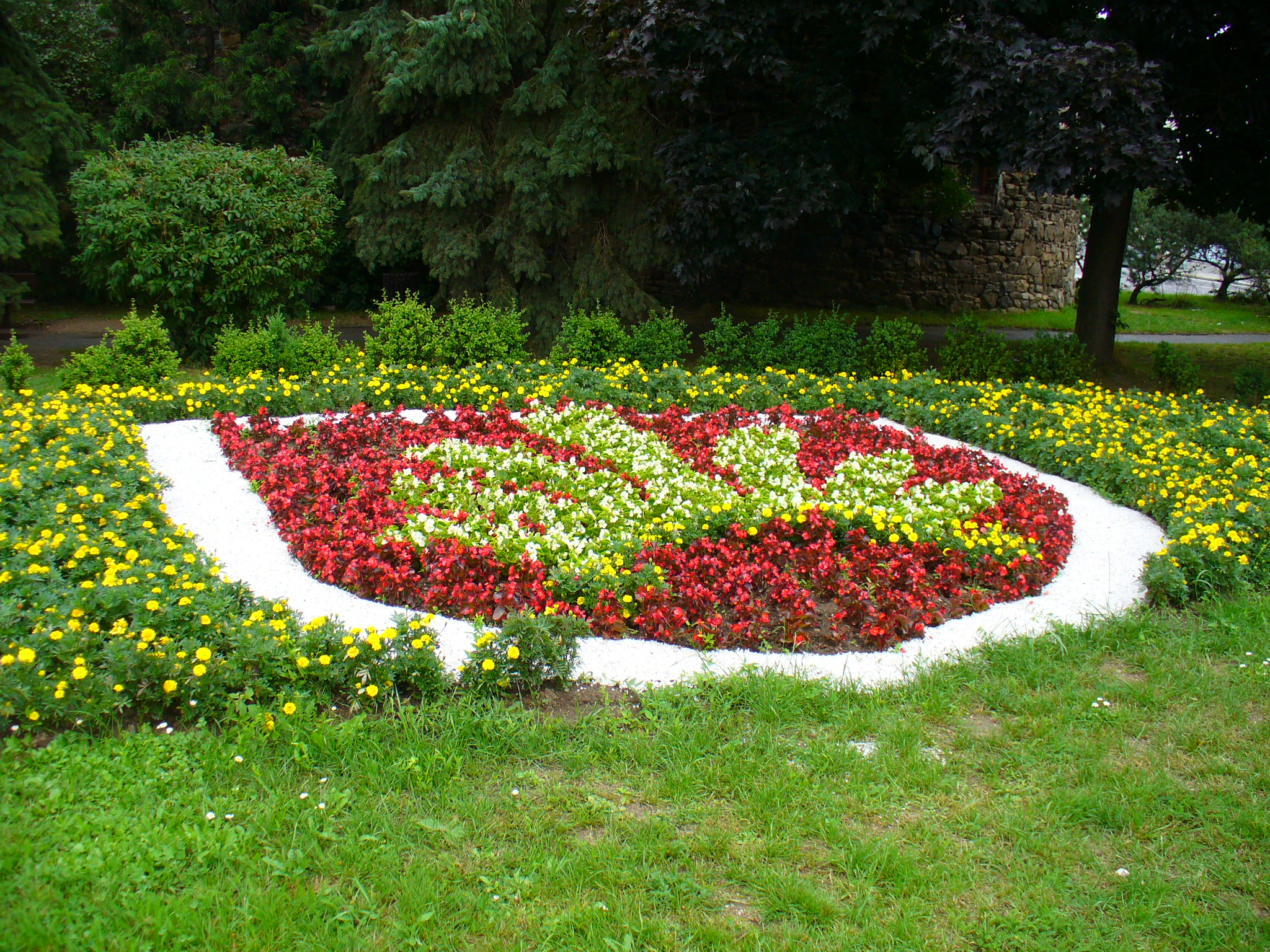
7 per ve znaku města
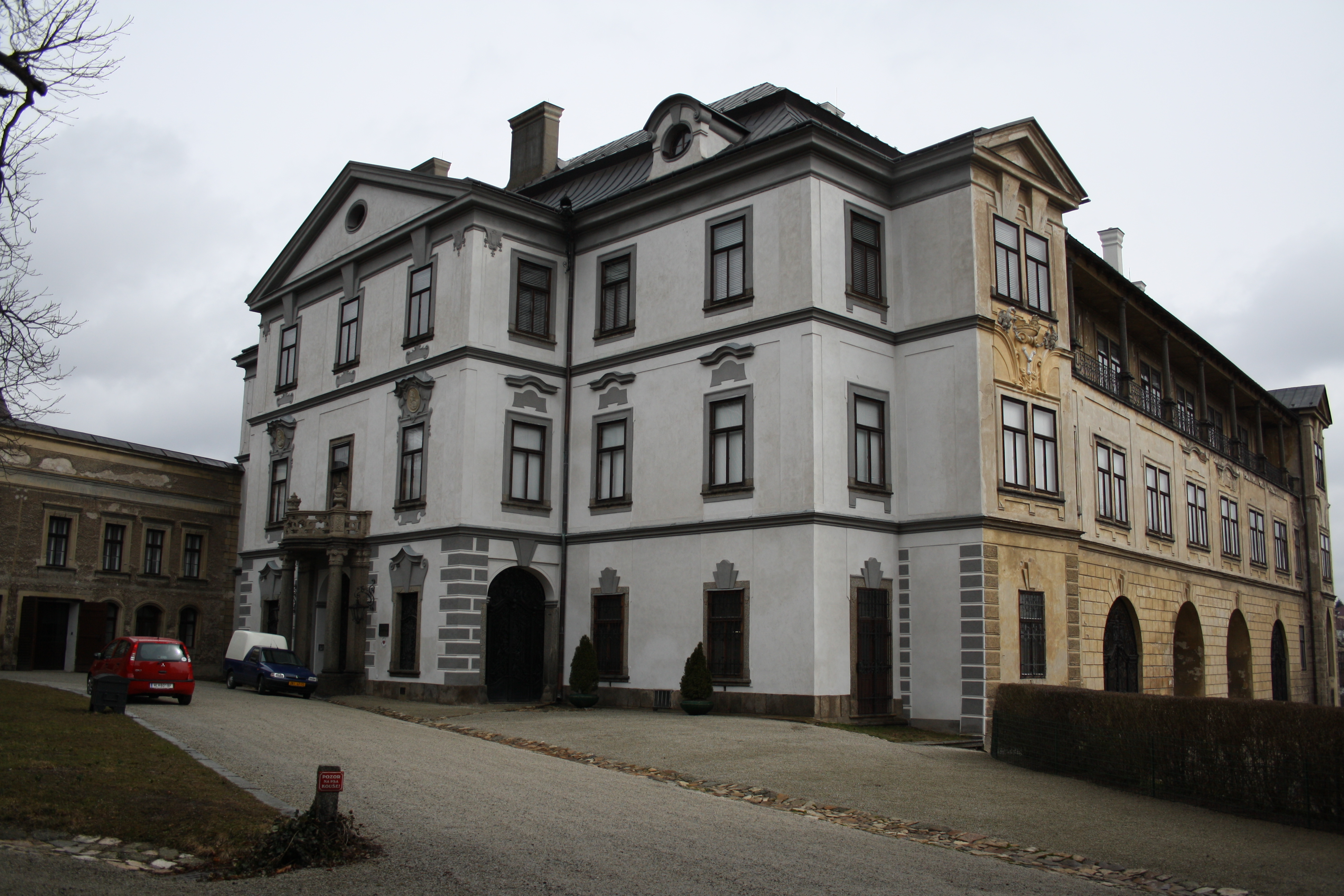
Meziříčský zámek
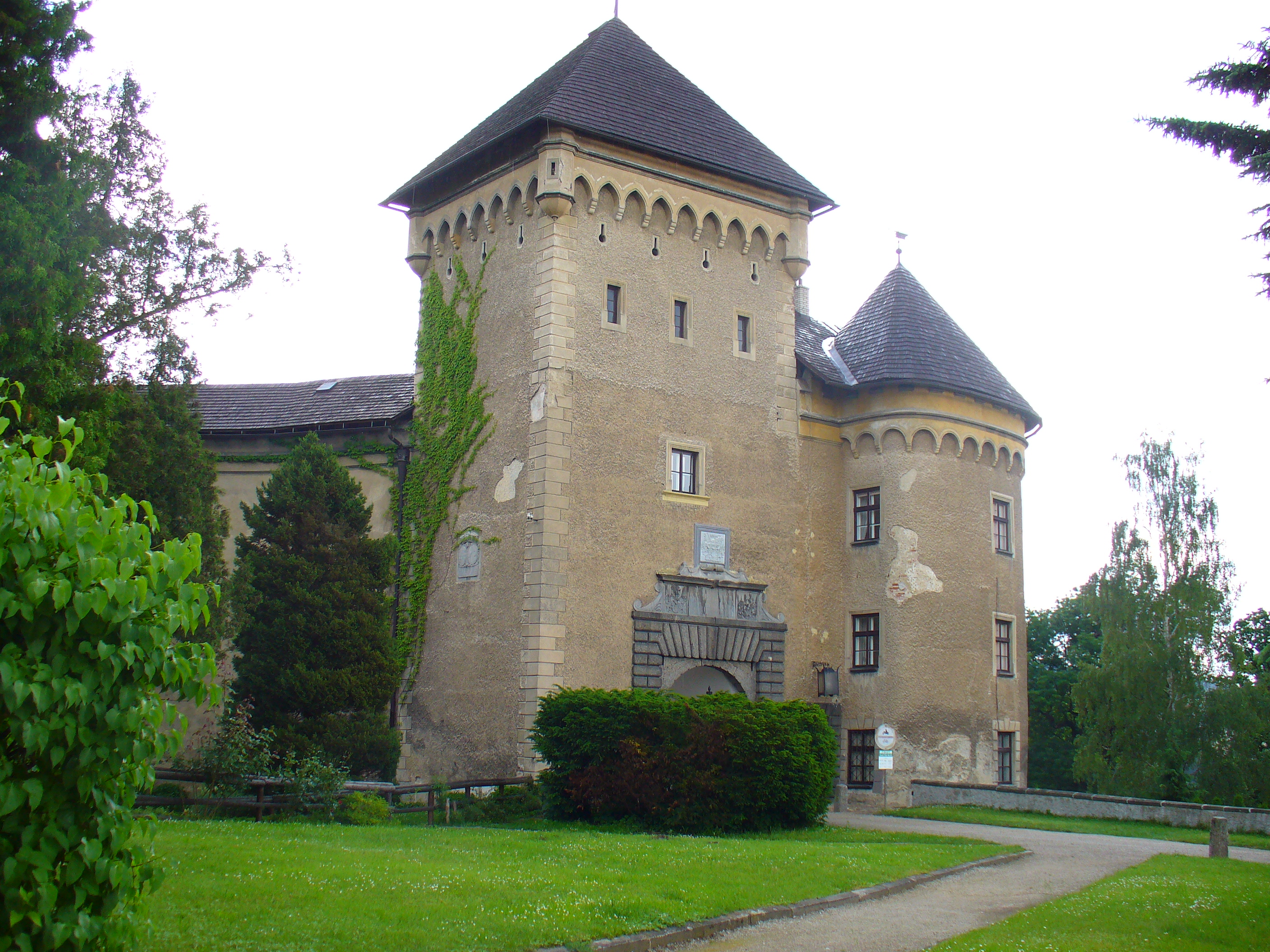
Zámek ve Velkém Meziříčí

## Partnerská města
- České Meziříčí, Česko
- Tisno, Chorvatsko
- Valašské Meziříčí, Česko
- Vansbro, Švédsko